# Volinja
Volinja falu Horvátországban, Sziszek-Monoszló megyében. Közigazgatásilag Dvorhoz tartozik.

## Fekvése
Sziszek városától légvonalban 33, közúton 47 km-re délre, községközpontjától 18 km-re északkeletre a Báni végvidék déli részén, az Una bal partja mentén, a Dvort Kostajnicával összekötő 47-es számú főút mentén Kuljani és Hrvatska Kostajnica között, az azonos nevű patak partján fekszik. Itt halad át a Sunját a boszniai Bihácson keresztül Kninnel összekötő vasútvonal, melynek egyik vasútállomása itt található. Volinja vasúti határátkelőhely a bosnyák határon.

## Története
A település neve a „vol” (ökör) állatnévből származik. A 15. században az innen délre, az Una szigetén állt Dobra Njiva várának uradalmához tartozott. Betelepülésének előzményeként az 1683 és 1699 között felszabadító harcokban a keresztény seregek kiűzték a térségből a törököt és a török határ az Una folyóhoz került vissza. Ezután a Kordun területéről katolikus horvát, a török uralom alatt maradt Közép-Boszniából, főként a Kozara-hegység területéről és a Sana-medencéből  pravoszláv szerb családok érkeztek a felszabadított területekre. Az újonnan érkezettek szabadságjogokat kaptak, de ennek fejében határőr szolgálattal tartoztak. El kellett látniuk a várak, őrhelyek őrzését és részt kellett venniük a hadjáratokban. Volinja területén is állt ilyen őrhely, ahonnan az Unamenti határt szemmel tartották. Volinja benépesülése is a 17. században kezdődött, majd több hullámban a 18. században is folytatódott. 1696-ban a szábor a bánt tette meg a Kulpa és az Una közötti határvédő erők parancsnokává, melyet hosszas huzavona után 1704-ben a bécsi udvar is elfogadott. Ezzel létrejött a Báni végvidék (horvátul Banovina), mely katonai határőrvidék része lett. 1745-ben megalakult a Petrinya központú második báni ezred, melynek fennhatósága alá ez a vidék is tartozott.
1881-ben megszűnt a katonai közigazgatás és Zágráb vármegye Kostajnicai járásának része lett. 1857-ben 110, 1910-ben 404 lakosa volt. A 20. század első éveiben a kilátástalan gazdasági helyzet miatt sokan vándoroltak ki a tengerentúlra. 1918-ban az új szerb-horvát-szlovén állam, majd később Jugoszlávia része lett. A második világháború idején a Független Horvát Állam része volt. Szerb lakossága fellázadt a fasiszta horvát hatalom ellen, sokan csatlakoztak a partizán egységekhez. A nemzeti felszabadító háború hőseinek és a fasizmus áldozatainak emlékművét 1956-ban avatták. A háború után a béke időszaka köszöntött a településre. Enyhült a szegénység és sok ember talált munkát a közeli városokban. Ennek következtében újabb kivándorlás indult meg. Sok fiatal települt át a jobb élet reményében a közeli városokba, Glinára, Dvorra, Petrinyára, Bosanski Noviba. A délszláv háború előestéjén lakosságának 3%-a horvát, 91%-a szerb nemzetiségű volt. A falu 1991. június 25-én a független Horvátország része lett, de szerb lakossága a Krajinai Szerb Köztársasághoz csatlakozott. A horvát lakosságot elűzték. A falut 1995. augusztus 8-án a Vihar hadművelettel boszniai csapatok segítségével foglalta vissza a horvát hadsereg. A szerb lakosság többsége elmenekült. 2011-ben 77 lakosa volt.

## Népesség
| Lakosság változása | Lakosság változása | Lakosság változása | Lakosság változása | Lakosság változása | Lakosság változása | Lakosság változása | Lakosság változása | Lakosság változása | Lakosság változása | Lakosság változása | Lakosság változása | Lakosság változása | Lakosság változása | Lakosság változása | Lakosság változása |
| ------------------ | ------------------ | ------------------ | ------------------ | ------------------ | ------------------ | ------------------ | ------------------ | ------------------ | ------------------ | ------------------ | ------------------ | ------------------ | ------------------ | ------------------ | ------------------ |
| 1857               | 1869               | 1880               | 1890               | 1900               | 1910               | 1921               | 1931               | 1948               | 1953               | 1961               | 1971               | 1981               | 1991               | 2001               | 2011               |
| 110                | 124                | 138                | 229                | 274                | 404                | 292                | 351                | 265                | 286                | 286                | 272                | 252                | 228                | 81                 | 77                 |

## Nevezetességei
- Határában vasúti híd vezet át az Unán.
- A nemzeti felszabadító háború hőseinek és a fasizmus áldozatainak emlékművét 1956-ban avatták, ma elhagyatott állapotban áll.

## Kultúra
- A településen (Volinjski Jarak) hagyománya van a népi hangszerkészítésnek.
- Ifjúsági háza a 20. század közepén épült Volinjski Jarak településrészen.